# La casa al nº 13 in Horror Street
La casa al nº 13 in Horror Street (Dream Demon) è un film horror del 1988 diretto da Harley Cokliss.

## Trama
Una strana bambola trovata in cantina da Diana segna l'inizio di terribili incubi. Anche Jenny, rock star americana giunta a Londra per trovare risposte ai misteri che aleggiano sulla sua infanzia, si ritrova, insieme con Diana, a combattere una situazione dove sogno e realtà sembrano confondersi.

## Distribuzione
Il film è stato distribuito in VHS nel 1990 dalla Multivision.